# Костомаров, Николай Иванович (Георгиевский кавалер)
Костомаров Николай Иванович (1826—1909) — офицер Российского императорского флота, участник Крымской войны, Обороны Севастополя, Георгиевский кавалер, капитан 2 ранга, первый директор Военно-исторического музея обороны Севастополя. Его именем названа улица в Севастополе. Почётный гражданин города Севастополя.

## Биография
Николай Иванович родился 22 ноября 1826 года в Болховском уезде Орловской губернии в многодетной дворянской семье штабс-капитана Ивана Фёдоровича Костомарова и его жены Елизаветы Семёновны.
15 февраля 1839 года поступил кадетом в Морской кадетский корпус. 25 апреля 1846 года произведен в гардемарины. 13 июня 1848 года, после окончания Морского корпуса, произведён в мичманы с назначением на Черноморский флот. В 1848—1850 годах служил на транспорте «Днепр» и линейном корабле «Уриил» на Чёрном море. В 1851—1853 годах году на тендере «Поспешный» и затем на корвете «Андромаха» крейсировал у восточного берега Чёрного моря.

### Участие в Крымской войне
С 13 сентября 1854 года мичман 34-го флотского экипажа Костомаров состоял в гарнизоне Севастополя на 2-м отделении оборонительной линии. Командовал батареей № 38 («батарея Костомарова»), которая располагалась впереди 4-го бастиона напротив неприятельских позиций. Батарея, заложенная в ночь на 14 октября 1854 года, позволяла успешно обстреливать неприятеля и делать ночные вылазки «охотников» в траншеи французов. В 1854 году за отличие, оказанное при защите Севастополя, пожалован орденом Святой Анны 3-й степени с мечами. Неоднократно во время бомбардировок, батарея разрушалась до основания неприятельскими снарядами, но затем восстанавливалась русскими моряками. 30 марта 1855 года за личное мужество и умелое руководство батареей Костомаров был произведён в лейтенанты, а 25 мая «за отличие при обороне Севастополя» пожалован орденом Святого Владимира 4-й степени с мечами.
Был трижды ранен: 4 апреля 1855 года — в ногу, 12 апреля — в спину и в грудь, а также контужен, но не покидал батарею, служил примером отваги и стойкости для подчиненных. Очевидец писал о нём: «Скромный, храбрый офицер безропотно обрек себя на гибель и десять с половиной месяцев пробыл на своем бессменном посту. Постоянно находясь в ежеминутном ожидании смерти, он только и думал о том, как нанести неприятелю больше вреда». Французы пытались разрушить батарею с помощью подземного взрыва, для чего произвели подкоп к ней, но расчёт был неточный. 2 июня 1855 года взрыв произошёл перед батареей, она вместе с защитниками была засыпана землей и камнями. Посчитали, что все моряки батареи погибли, о чём сообщили адмиралу П. С. Нахимову. Спустя несколько часов личный состав батареи «откопался», но Костомаров уже попал в списки погибших, которые ушли в Санкт-Петербург. В июне 1855 года в журнале «Морской сборник» было напечатано: «Статский советник Мансуров доносит от 2-го июня, что в числе убитых к несчастью находится лейтенант Костомаров, приводивший своей храбростью и хладнокровием в удивление всех, даже П. С. Нахимова; впрочем ещё более удивительно то, что Костомаров убит только теперь; по положению командуемой им батареи на 4-м бастионе, он непременно должен был сделаться верною жертвою, точно также как убиты прежде его капитан-лейтенант Шемякин, лейтенант Александр Бутаков и лейтенант Петров, командовавшие самыми передовыми батареями с начала осады». В этом же номере журнала сообщение о смерти Костомарова было опровергнуто, и указано, что он был ранен.

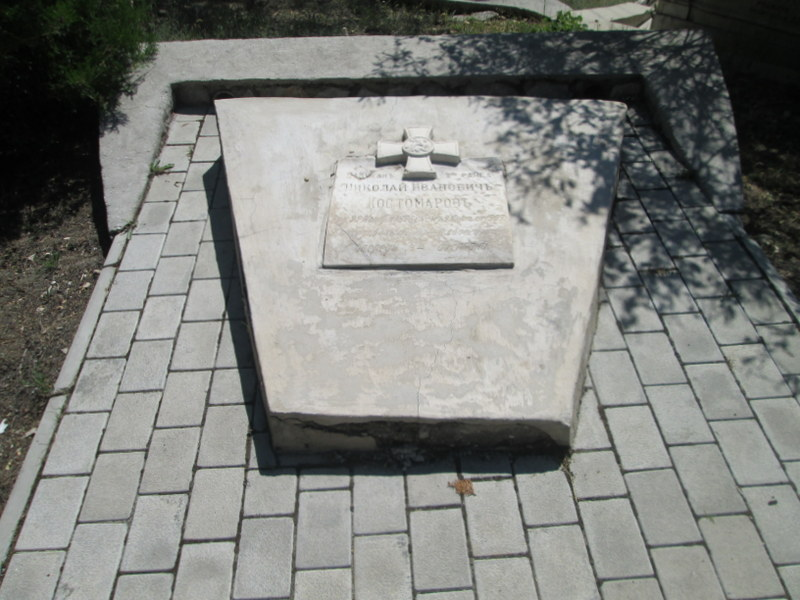
Надпись «Капитан 2 ранга Николай Иванович Костомаров / Род. 22 ноября 1826 сконч. 6 апреля 1909 г / Командовал батареей своего имени впереди 4-го бастиона».

20 июля 1855 года Высочайшим указом в «воздаяние особенных подвигов храбрости и самоотвержения, оказываемых при обороне Севастополя» награждён орденом Святого Георгия 4-й степени (№ 9614) и годовым окладом жалования.
После Крымской войны находился при 35-м флотском экипаже в Николаеве. В октябре 1855 года уволен в отпуск по домашним обстоятельствам на шесть месяцев. 6 октября 1857 года был «уволен для службы на коммерческих судах с зачислением по флоту», а 1 декабря 1858 года вышел в отставку с чином капитан-лейтенанта.
В чине капитана 2-го ранга стал первым смотрителем (директором) Военно-исторического музея обороны Севастополя (ныне Военно-исторический музей Черноморского флота), вошёл в Комитет по восстановлению памятников Севастопольской обороны. Был хорошо знаком с автором панорамы «Штурм Севастополя 6 июня 1855 г.» Францем Алексеевичем Рубо.
Умер Костомаров Николай Иванович 9 апреля 1909 года в Севастополе.
С Высочайшего соизволения был похоронен на Братском кладбище на Северной стороне города. Могила сохранились до наших дней.
Надгробие в 2010-х годах было заменено на новодел, что вызвало критику севастопольцев.

## Награды
Николай Иванович Костомаров был награждён следующими наградами Российской империи:
- орден Святой Анны 3-й степени с мечами (1854);
- орден Святого Владимира 4-й степени с мечами (25.05.1855);
- орден Святого Георгия 4-й степени (20.07.1855);
- серебряная медаль «За защиту Севастополя» на Георгиевской ленте;
- светло-бронзовая медаль «В память войны 1853—1856 гг.» на Георгиевской ленте;
- серебряная медаль на Георгиевской ленте медаль «В память 50-летия защиты Севастополя»;
- бронзовая с позолотой медаль «В память 50-летия обороны Севастополя» на Анненской ленте;
- крест-жетон в память 35-летней годовщины обороны Севастополя.
- Почётный гражданин города Севастополя[9].

## Память
Имя Костомарова Николая Ивановича увековечено на мраморной плите в верхней церкви собора Святого Равноапостольного князя Владимира, где нанесены имена 72 офицеров Морского ведомства, кавалеров ордена Святого Георгия с доблестью защищавших Отечество в период Крымской войны 1853—1856 годов.
В 1910-е года улица Четвёртая Поперечная в Севастополе была переименована в Костомаровскую (это название существует и сегодня).
В комплексе Исторического бульвара на юго-восточном склоне Бульварной высоты в 1905 году установлено мемориальное обозначение батареи № 38: на невысокой стенке из крымбальского камня вмонтированы пять чугунных ядер, в центре на возвышении надпись: «Батарея Костомарова. 1855 г.».
Мемориальное обозначение местонахождения батареи Костомарова в 1854—1855 годах

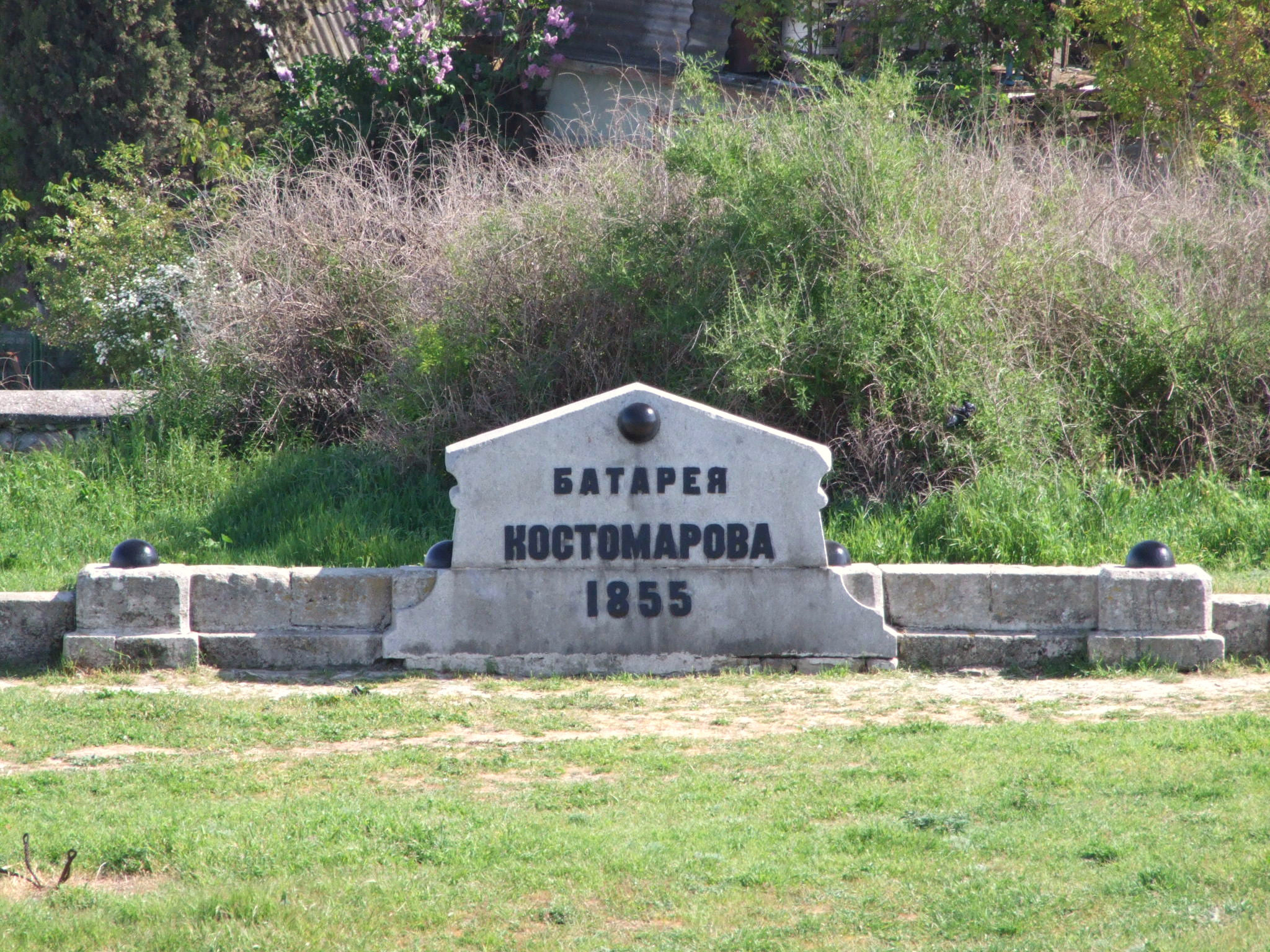
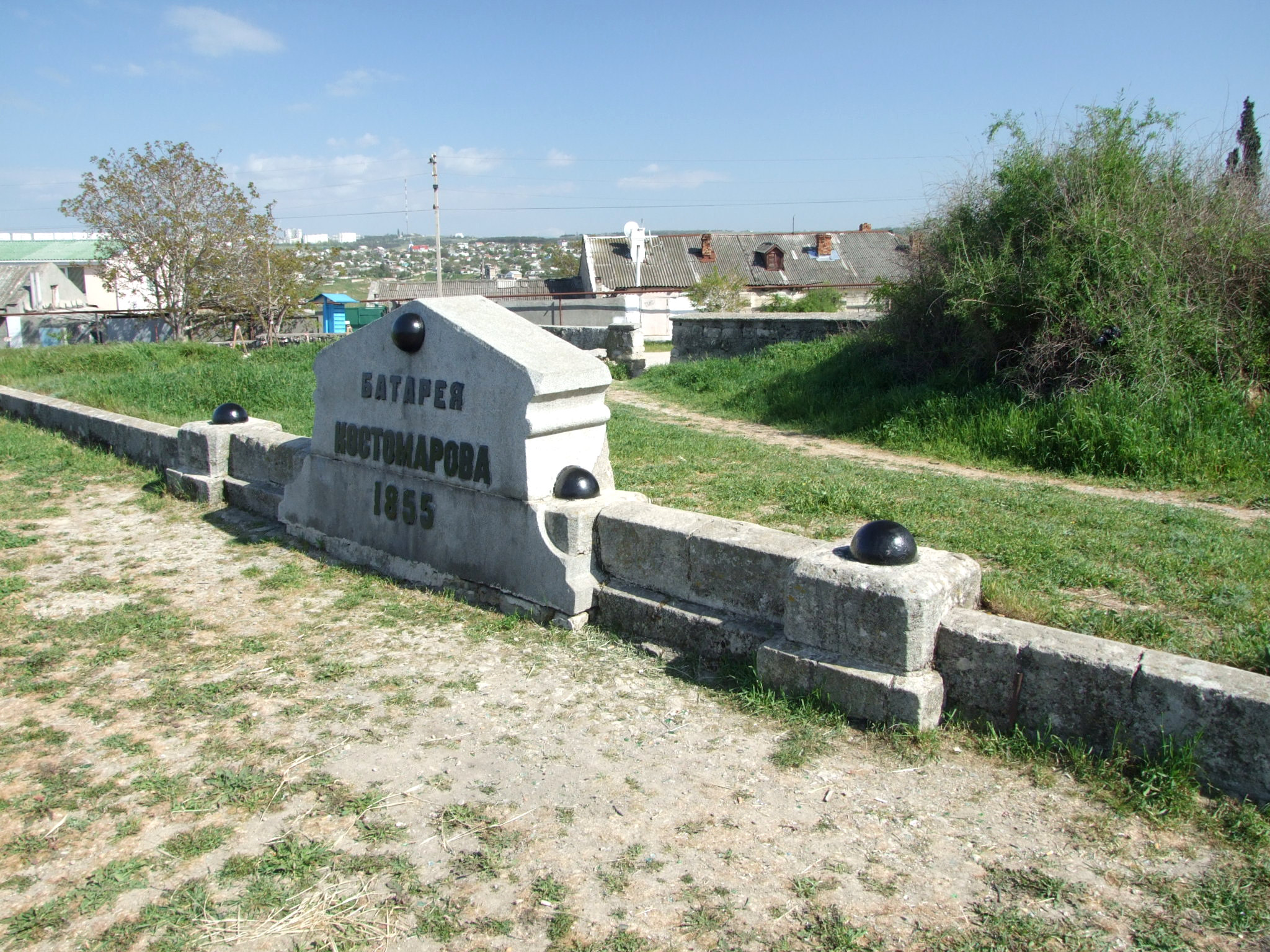
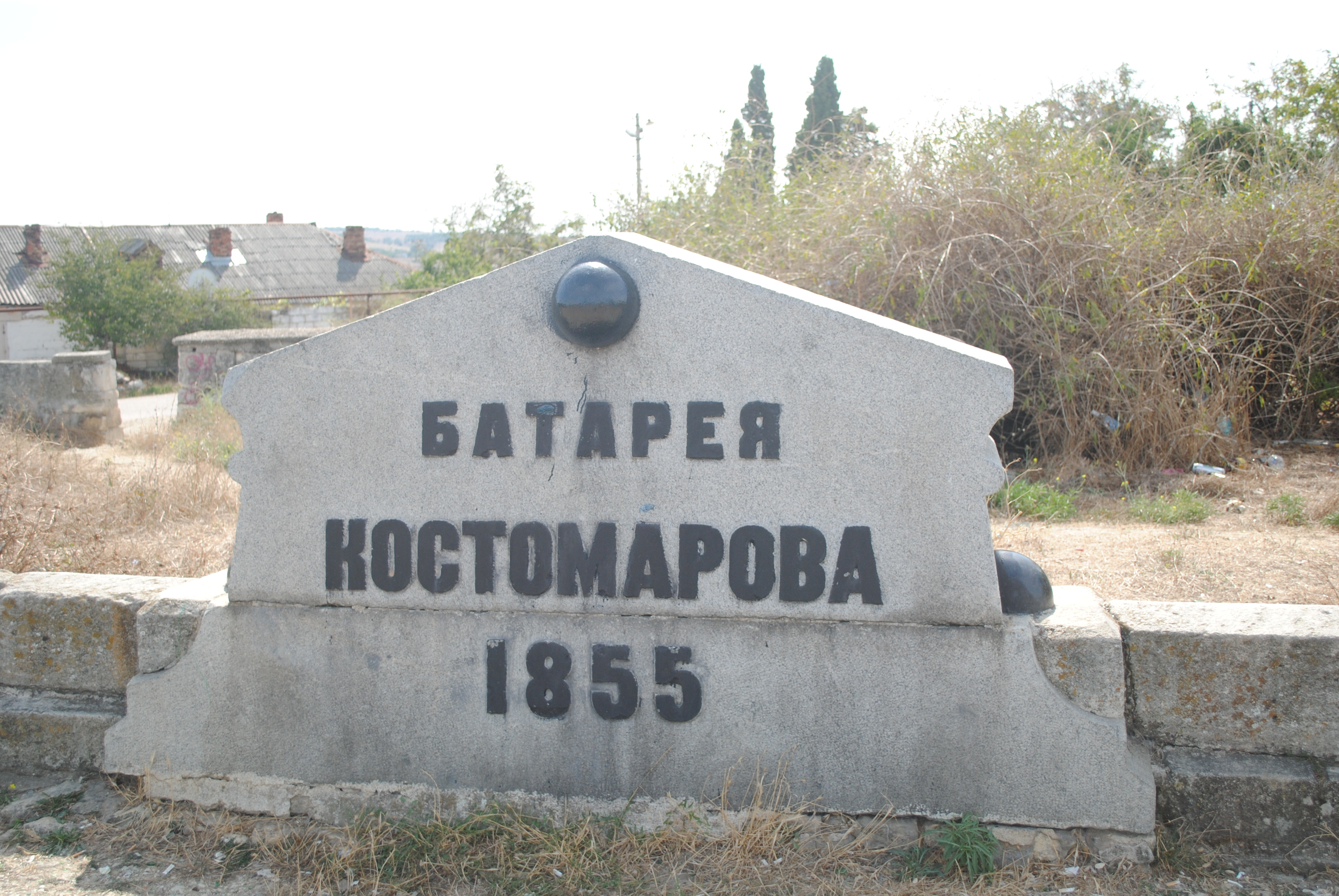

 Объект культурного наследия народов РФ регионального значения. Рег. № 921711263440005 (ЕГРОКН)